# NGC 3695
NGC 3695 (другие обозначения — NGC 3698, UGC 6490, MCG 6-25-78, ZWG 185.71, PGC 35389) — спиральная галактика в созвездии Большой Медведицы. Открыта Робертом Боллом в 1867 году.
Галактика имеет два ядра схожей яркости, что указывает на слияние двух галактик схожих по массам. Поскольку ближайший сосед галактики NGC 3700 находится слишком далеко, то NGC 3695 является примером слияния двух близко расположенных изолированных галактик. В галактике NGC 3695 активно идут процессы звездообразования.
Этот объект занесён в Новый общий каталог дважды, с обозначениями NGC 3695 и NGC 3698. Первое обозначение галактика получила благодаря открытию Роберта Болла; второе — благодаря независимому открытию Джона Дрейера в 1876 году.